# Ionuț Mazilu
Ionuț Costinel Mazilu (ur. 9 lutego 1982 w Bukareszcie) – piłkarz rumuński grający na pozycji napastnika.

## Kariera klubowa
Mazilu jest wychowankiem klubu Sportul Studențesc z rodzinnego Bukaresztu. W 1999 roku zadebiutował w jego barwach w drugiej lidze rumuńskiej, a w sezonie 2000/2001 jako członek pierwszego składu przyczynił się do awansu klubu do pierwszej ligi. W rumuńskiej ekstraklasie swój pierwszy mecz rozegrał 3 sierpnia 2001, Sportul wygrał 3:0 z Petrolulem Ploiești, a Ionuț ustrzelił hat-tricka. Do końca sezonu zaliczył jednak tylko trzy trafienia, a w kolejnym sezonie zdobył 7 goli, jednak Sportul zajmując przedostatnią pozycję został zdegradowany do drugiej ligi. Na drugim froncie Mazilu wykazał się wysoką skutecznością zdobywając 20 goli i tytuł króla strzelców ligi. Sportul tym samym powrócił po roku do pierwszej ligi. W 2005 roku zajął 7. miejsce w lidze, a w 2006 - wysokie 4. Mazilu strzelił aż 22 gole w 28 meczach i tym samym został najlepszym strzelcem pierwszej ligi. Zespół Sportulu opuścił Dan Petrescu i próbował ściągnąć zawodnika do Wisły Kraków, a z powodów finansowych klub został zdegradowany do drugiej ligi.
Latem 2006 Mazilu ostatecznie przeszedł do Rapidu Bukareszt, w którym stworzył atak z Viorelem Moldovanem i Mugurelem Bugą. Strzelił 9 goli i zajął 4. pozycję w lidze. W Rapidzie spędził także rundę jesienną sezonu 2007/2008.
Na początku 2008 roku Mazilu został piłkarzem ukraińskiego Dnipra Dniepropietrowsk, do którego trafił za 4 miliony euro stając się tym samym najdroższym zawodnikiem w historii rumuńskiej ligi. Na początku 2009 został wypożyczony do Arsenału Kijów, a w czerwcu 2011 klub wykupił kontrakt piłkarza.
| Sezon   | Klub                   | Kraj    | Rozgrywki    | Mecze | Bramki |
| ------- | ---------------------- | ------- | ------------ | ----- | ------ |
| 1999/00 | Sportul Studențesc     | Rumunia | Divizia B    | 15    | 6      |
| 2000/01 | Sportul Studențesc     | Rumunia | Divizia B    | 31    | 12     |
| 2001/02 | Sportul Studențesc     | Rumunia | Divizia A    | 25    | 6      |
| 2002/03 | Sportul Studențesc     | Rumunia | Divizia A    | 25    | 7      |
| 2003/04 | Sportul Studențesc     | Rumunia | Divizia B    | 28    | 20     |
| 2004/05 | Sportul Studențesc     | Rumunia | Divizia A    | 29    | 7      |
| 2005/06 | Sportul Studențesc     | Rumunia | Divizia A    | 28    | 22     |
| 2006/07 | Sportul Studențesc     | Rumunia | Divizia B    | 1     | 0      |
| 2006/07 | Rapid Bukareszt        | Rumunia | Divizia A    | 19    | 9      |
| 2007/08 | Rapid Bukareszt        | Rumunia | Divizia A    | 15    | 9      |
| 2007/08 | Dnipro Dniepropetrowsk | Ukraina | Wyszcza Liha | 8     | 1      |
| 2008/09 | Dnipro Dniepropetrowsk | Ukraina | Wyszcza Liha | 1     | 0      |
| 2008/09 | Arsenał Kijów          | Ukraina | Wyszcza Liha | 13    | 4      |
| 2009/10 | Arsenał Kijów          | Ukraina | Wyszcza Liha | 25    | 9      |
| 2010/11 | Arsenał Kijów          | Ukraina | Wyszcza Liha | 24    | 7      |
| 2011/12 | Arsenał Kijów          | Ukraina | Wyszcza Liha | 20    | 6      |
| 2012/13 | Arsenał Kijów          | Ukraina | Wyszcza Liha | 5     | 0      |

## Kariera reprezentacyjna
W reprezentacji Rumunii Mazilu zadebiutował 8 czerwca 2005 roku w wygranym 3:0 meczu z Armenią, rozegranym w ramach eliminacji do Mistrzostw Świata w Niemczech. Swojego pierwszego gola w kadrze zdobył 1 marca 2006 w towarzyskim spotkaniu ze Słowenią (2:0). W kadrze narodowej jest rezerwowym dla takich zawodników jak Adrian Mutu i Ciprian Marica. Od 2005 do 2011 rozegrał w kadrze narodowej 16 meczów i strzelił 3 gole.